# 劉少奇故居

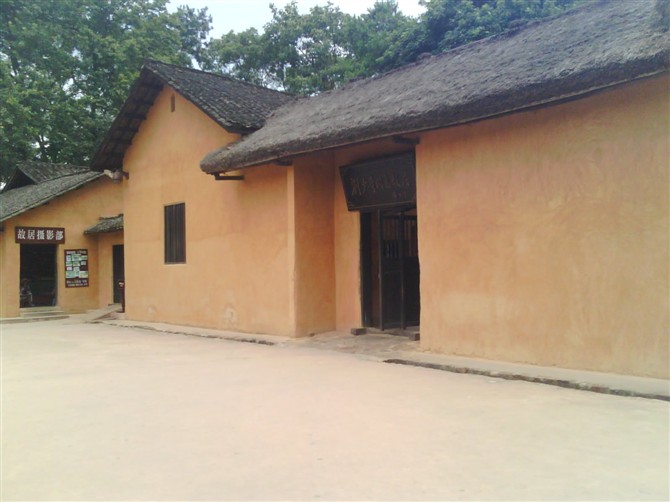
劉少奇故居

劉少奇故居（りゅうしょうきこきょ）は、元中華人民共和国主席の劉少奇の生家である。湖南省長沙市寧郷市花明楼鎮炭子沖に位置する。敷地面積は20000m2。土木構造。部屋が全部で30間ある。

## 歴史

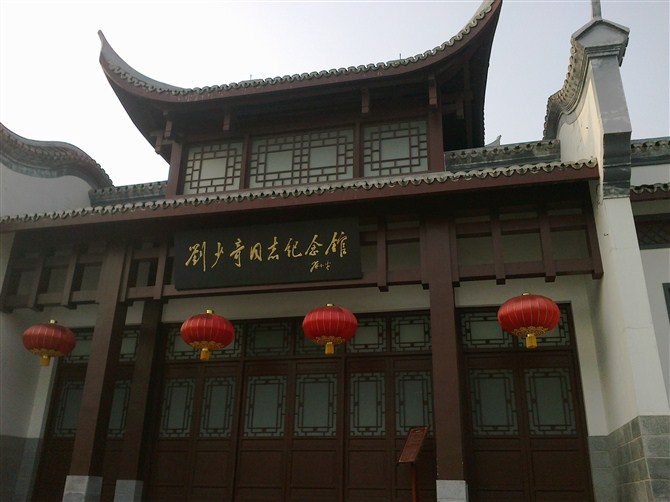
劉少奇同志記念館

- 1796年、劉少奇の曾祖父の劉再洲により設立された[2]。
- 1898年11月24日、劉少奇がこの地で誕生した[2]。
- 1959年、湖南省人民政府は故居を省級重点文物保護単位に認定し、国内観光客に一般公開される[2]。
- 1966年、文化大革命において紅衛兵の打倒対象とされ、迫害を受けた。故居は破壊され、文物は散失してしまった。10月1日、故居一般公開終止[2]。
- 1980年2月、劉少奇の名誉が回復される（第11期5中全会）。故居は復元され、3月5日に一般公開された[2]。
- 1982年冬、鄧小平の筆になる「劉少奇同志故居」の扁額が故郷の正門に掲げられた[2]。
- 1988年1月、中華人民共和国国務院は故居を全国重点文物保護単位に認定した[2]。
- 1998年12月、劉少奇誕生100周年記念式が盛大に開催された[3]。

## 周辺建築

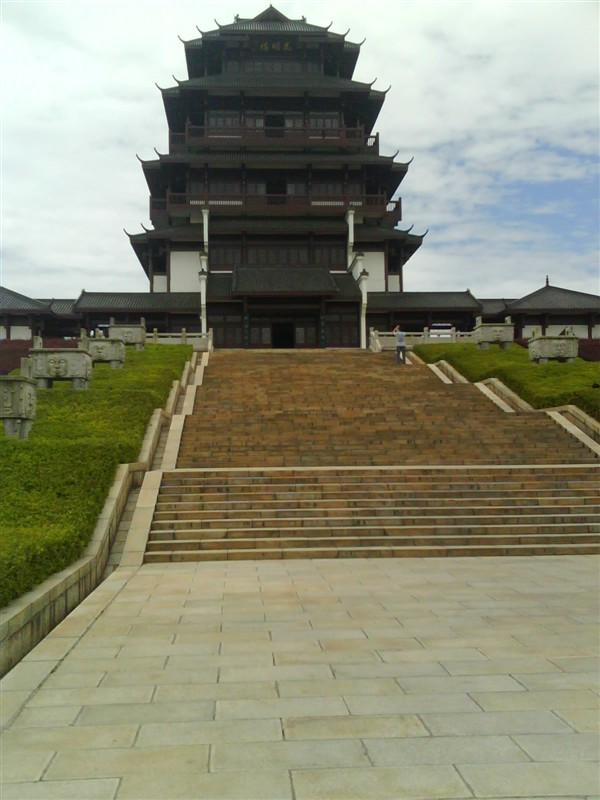
塔

- 劉少奇同志記念館
- 劉少奇文物展覧館
- 劉少奇銅像